# Gary Fields
Gary Sheldon Fields (* 1. Oktober 1946) ist ein amerikanischer Wirtschaftswissenschaftler und Professor an der Cornell University. Fields wurde für seine Arbeiten zu Entwicklungsökonomik und Arbeitsmarktökonomik 2014 mit dem IZA Prize in Labor Economics ausgezeichnet.

## Leben
Fields studierte Wirtschaftswissenschaften an der University of Michigan und erhielt dort 1967 seinen Bachelor of Arts, 1969 seinen Master of Arts und seinen Ph.D. im Jahr 1972. Im selben Jahr wurde er zum außerordentlichen Professor (Associate Professor) an die Yale University berufen, 1976 zum Assistenzprofessor (Assistant Professor) befördert und übernahm 1977 die Leitung des Economic Growth Center. 1978 wechselte er an die Cornell University als Professor an das Department für Wirtschaftswissenschaften und die 1945 als New York State School of Industrial and Labor Relations gegründete, heutige ILR School der Universität Cornell. 1982 wurde er zum ordentlichen Professor ernannt und erhielt 2008 den John-P.-Windmuller-Lehrstuhl für internationale und komparative Arbeitsökonomik.
Er arbeitete als Berater für unter anderem Weltbank, World Institute for Development Economics Research (WIDER), Forschungsinstitut zur Zukunft der Arbeit, Asian Development Bank, Inter-American Development Bank, Internationale Arbeitsorganisation (ILO), Global Development Network und Vereinte Nationen.

## Forschung
Seine Forschungsinteressen sind Arbeitsökonomik, Entwicklungsökonomik und Finanzwissenschaft (public economics).
Bei der Verleihung des IZA Prize in Labor Economics 2014 wurden seine herausragenden Beiträge zur Wichtigkeit von effizienten Arbeitsmärkten und stabiler Beschäftigung für die Armutsverringerung und die wirtschaftliche Entwicklung in am wenigsten entwickelten Ländern und Entwicklungsländern gewürdigt. Fields habe Armut, Ungleichheit oder Einkommensmobilität als Indikatoren für Entwicklung etabliert und damit das ökonomische Denken revolutioniert. Bereits in seinen frühen Publikationen in den Jahren 1977 bis 1980 habe er die Kernfrage der Entwicklungsökonomik gestellt, nämlich wer von wirtschaftlicher Entwicklung aus welchen Gründen profitiert. Später habe er die Einkommensmobilität als weiteren entscheidenden Faktor identifiziert.

## Bücher (Auswahl)
- Employment and development: how work can lead from and into poverty. Oxford University Press, 2018, ISBN 978-0-1918-5316-6.
- mit Guillermo Cruces, David Jaume, Mariana Viollaz: Growth, Employment, and Poverty in Latin America. Oxford University Press, 2017, ISBN 978-0-1925-2150-7.
- Working Hard, Working Poor: A Global Journey. Oxford University Press, New York 2012, ISBN 978-0-1997-9464-5.
- Bottom-Line Management. Springer-Verlag, Berlin / Heidelberg 2009, ISBN 978-3-540-71446-0.
- mit Stephen L. Morgan, David B. Grusky: Mobility and Inequality: Frontiers of Research from Sociology and Economics. Stanford University Press, 2006, ISBN 978-0-8047-5249-7.
- Distribution and Development: A New Look at the Developing World. Russell Sage Foundation und MIT Press, 2001, ISBN 978-0-2620-6215-2.
- Poverty, Inequality and Development. Cambridge University Press, New York 1980, ISBN 978-0-5212-2572-4.